# 牛パラインフルエンザ
牛パラインフルエンザ（うしぱらいんふるえんざ、英:parainfluenza in cattle）とは牛パラインフルエンザウイルス3感染を原因とするウシの感染症。牛パラインフルエンザウイルス3はパラミクソウイルス科に属する一本鎖(-)RNAウイルスであり、ヒトパラインフルエンザウイルス3と交差反応を示す。症状として発熱、呼吸器症状を示し、組織学的所見として、気管支や肺胞の細胞に合胞体、細胞質内および核内封入体を形成する。治療には細菌の二次感染による症状の悪化を防ぐために抗生物質の投与が行われる。ワクチンが開発されている。